# بوبو أوسبورن
بوبو أوسبورن (بالإنجليزية: Bobo Osborne)‏ هو لاعب كرة قاعدة أمريكي، ولد في 12 أكتوبر 1935 في تشاتاهوتشي هيلز في الولايات المتحدة، وتوفي في 15 أبريل 2011 في وودستوك في الولايات المتحدة.

## وصلات خارجية
- بوبو أوسبورن على موقعبيزبول رفرنس.كوم (الدوري الرئيسي) (الإنجليزية)